# منطق محافظت‌شده
منطق محافظت‌شده (به انگلیسی: Guarded logic) یک مجموعه گزینه از منطق پویای درگیر در گزینه‌ها است. در این منطق، نتایج محدود می‌باشد.
یک «گزینه منطق محافظت‌شده»، گزینه‌ای است که هر تغییری در صحت آن روی همهٔ تصمیم‌های پایین‌تر از آن تأثیر می‌گذارد.

## مثال‌ها

### مثال اول
یک مثال ساده از منطق محافظت‌شده به این صورت است:
اگر X صحیح باشد، آنوقت Y را انتخاب کن در غیر اینصورت Z را انتخاب کن.
در منطق پویا به صورت: (X?;Y)∪(~X?;Z) بیان می‌شود.
این مثال، یک «گزینه منطقی محافظت‌شده» را نشان می‌دهد: اگر X برقرار است آنوقت برابر Y است و {\displaystyle \thicksim X?;Z} برابر BLOCKED می‌باشد، و Y∪block برابر Y است.
پس وقتیکه X صحیح است، عملگر اصلی عمل تنها می‌تواند شاخه Y را انتخاب کند، و در صورتی که X غلط باشد، شاخه Z انتخاب می‌گردد.

### مثال دوم
یک مثال از جهان واقعی ایده پارادوکس است: هیچ چیز نمی‌تواند هم صحیح باشد و هم غلط.